# Monreal
Monreal (em castelhano e oficialmente; em basco: Elo) é um município da Espanha na província e comunidade foral (autónoma) de Navarra. Tem 22,61 km² de área e em 2021 tinha 480 habitantes (densidade: 21,2 hab./km²).

## Demografia
| Variação demográfica do município entre 1991 e 2004 [carece de fontes?] | Variação demográfica do município entre 1991 e 2004 [carece de fontes?] | Variação demográfica do município entre 1991 e 2004 [carece de fontes?] | Variação demográfica do município entre 1991 e 2004 [carece de fontes?] |
| ----------------------------------------------------------------------- | ----------------------------------------------------------------------- | ----------------------------------------------------------------------- | ----------------------------------------------------------------------- |
| 1991                                                                    | 1996                                                                    | 2001                                                                    | 2004                                                                    |
| 307                                                                     | 295                                                                     | 289                                                                     | 337                                                                     |